# Sliabh Mis
Der Sliabh Mis (Aussprache: [ˈʃlʲiːəvʲ mʲiʃ], irisch für Berg Mis, engl. Slieve Mish Mountains) ist ein Sandstein-Gebirgszug im County Kerry in Irland. Der Name wird von einer wegen ihrer Grausamkeit berüchtigten mythischen Prinzessin hergeleitet.

## Geographie
Sliabh Mis liegt auf der Dingle-Halbinsel zwischen Tralee-Bay (irisch Loch Foirdhreamhain / Cuan Thrá Lí) im Norden und der Dingle-Bay (Bá an Daingin) im Süden. Er erstreckt sich in einer Länge von ungefähr 19 km von Ost nach West. Er bildet die Landenge der Dingle-Halbinsel, die mit 7 km relativ schmal ist. Die Struktur des Sliabh Mis wurde in der letzten Eiszeit durch Gletscher geformt, es entstanden Trogtäler und Kar-Seen. Von den vielen Gipfeln tragen nur wenige einen Namen, wie Glanbrack Mountain (664 m), Gearhane (An Géarán, 792 m), als höchster der Baurtregaum (Barr Trí gCom, 851 m), sowie der Caherconree (Cathair Conraoi, 835 m) mit dem gleichnamigen Promontory Fort in einer Höhe von 625 m. Es bewacht die Bergstraße Bóthar na gCloch („Straße der Steine“) und ist einer der bedeutenden mythischen Plätze im County Kerry.
Der Sliabh Mis in Kerry darf nicht mit dem Slemish (irisch ebenfalls Sliabh Mis) in der Nähe von Ballymena im County Antrim verwechselt werden.

## Mythologie
Als die Milesier die Landung in Irland gegen den Widerstand der Túatha Dé Danann zum zweiten Male erzwungen hatten, marschierten sie nach Tara und forderten dort die Túatha zum Kampf heraus. Drei Tage nach dieser Landung trafen die Milesier auf einen Teil der Truppen bei Sliabh Mis. Die Túatha wurde vernichtend geschlagen und flohen. Bei Tailtiu (Teltown), einer Stadt im County Meath, fand schließlich die letzte Schlacht statt und die Túatha mussten für immer in die Síds zurückweichen.

## Bildergalerie

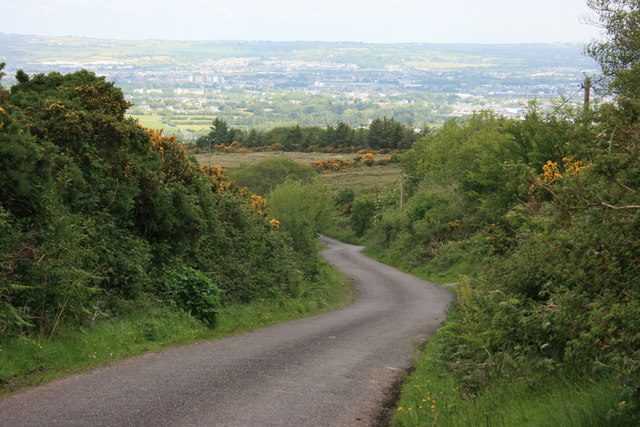
Bóthar na gCloch
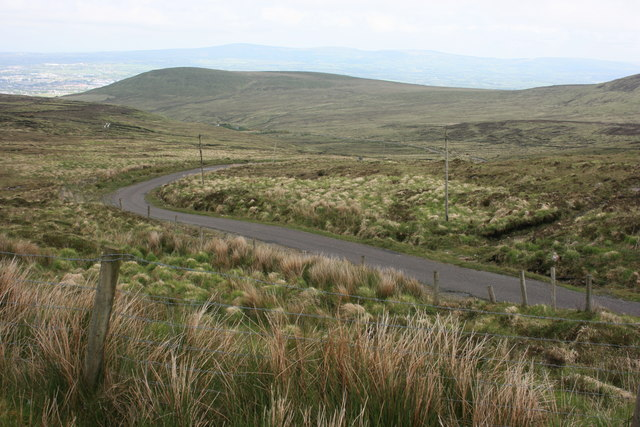
Moorlandschaft
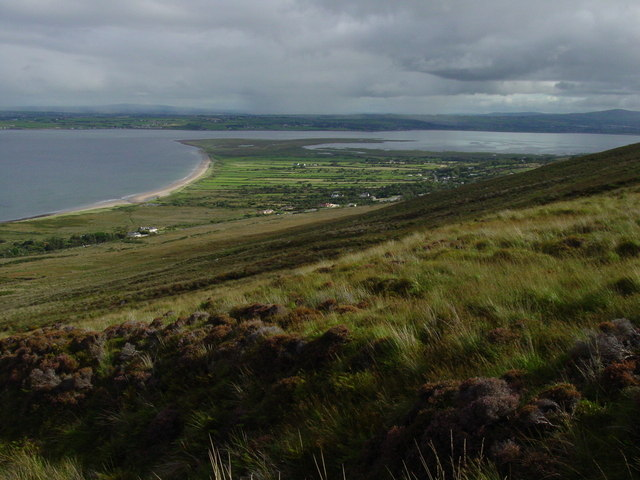
Tralee-Bay
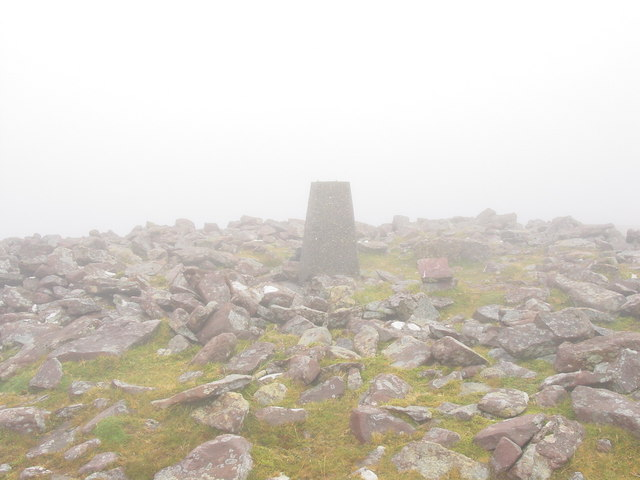
Bautregaum-Gipfel
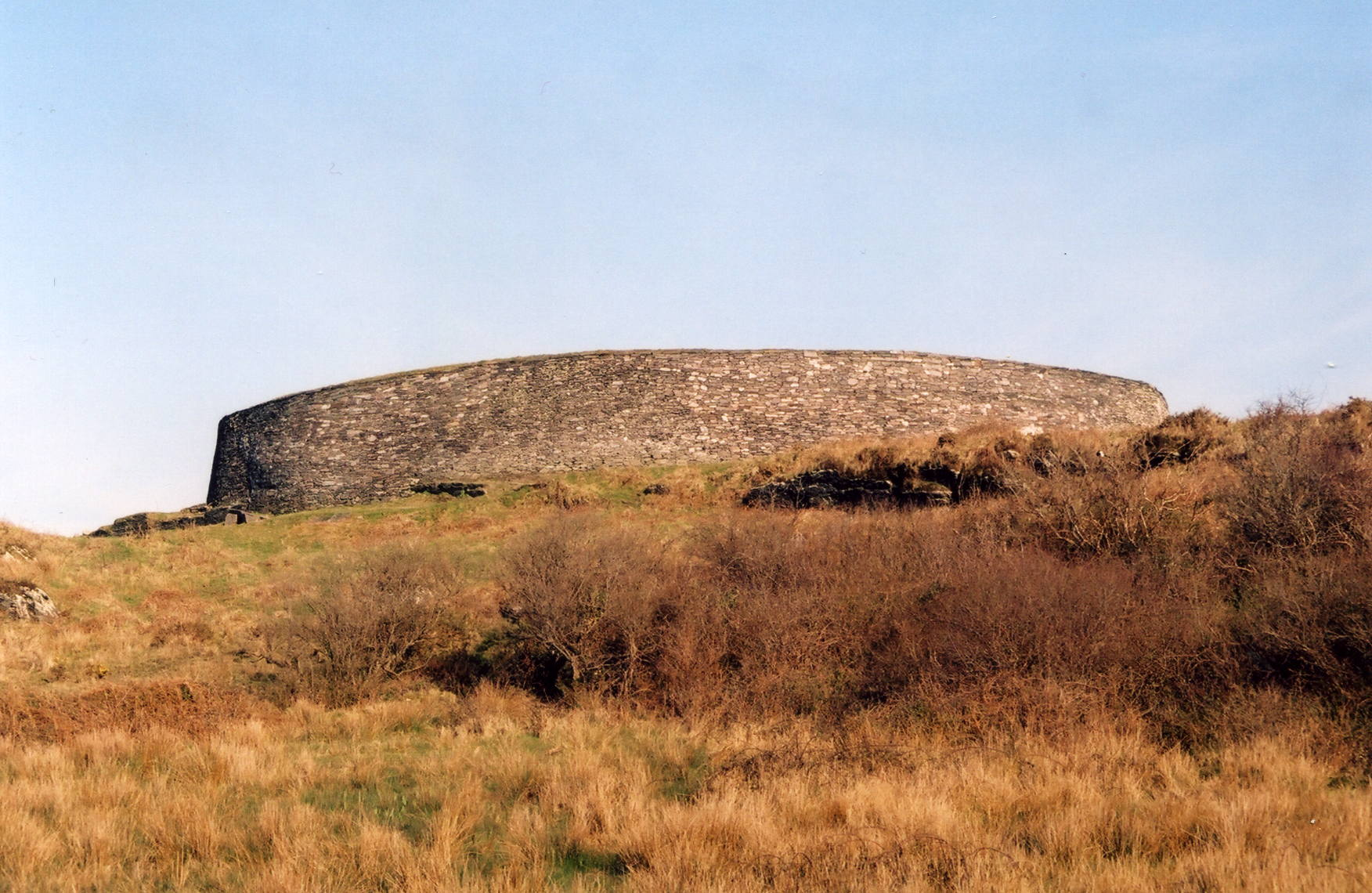
Cahergal/Caherconree Ringfort